# Viadotto di Garabit
Il viadotto di Garabit (fr. Viaduc de Garabit) è un ardito ponte ad arco in ferro, progettato da Gustave Eiffel, che varca la vallata del fiume Truyère, nel territorio di Ruynes-en-Margeride, in Francia.

## Costruzione
Il viadotto, costruito tra il 1880 e il 1884, si trova lungo il percorso dalla linea ferroviaria Béziers-Neussargues in una zona montagnosa della Francia centrale. 
L'opera attraversa una valle di quasi 600 metri d’estensione, con grande altezza tra la strada ferrata e il corso d'acqua (120 metri) e in una zona sferzata da forti venti e quindi richiedeva prodezze tecniche mai raggiunte fino a quel momento.
Gli ingegneri Boyer e Baudry, incaricati della costruzione, si rivolsero a Gustave Eiffel che pochi anni prima aveva realizzato il progetto molto simile del Ponte Maria Pia a Porto in Portogallo che ricorse ad una tecnica di fabbricazione di questo ponte eccezionale. Non venne utilizzata alcuna impalcatura e le due parti dell’arcata, protese l’una verso l’altra, furono assemblate tramite una serie di cavi.
È stato il set della parte finale del film Cassandra Crossing.